# Charles II d'Amboise
Pour les articles homonymes, voir Charles II.
Charles II d'Amboise, seigneur de Chaumont, de Meillant et de Charenton, né en 1473 à Chaumont-sur-Loire et mort le 11 février 1511 à Correggio, en Italie, est un militaire français des XVe et XVIe siècles.
Il fut successivement grand-maître, maréchal et amiral de France en 1502, 1504 et 1508 et vice-roi de Lombardie en 1510.
Il fut également chevalier de l'Ordre du Roi.

## Biographie

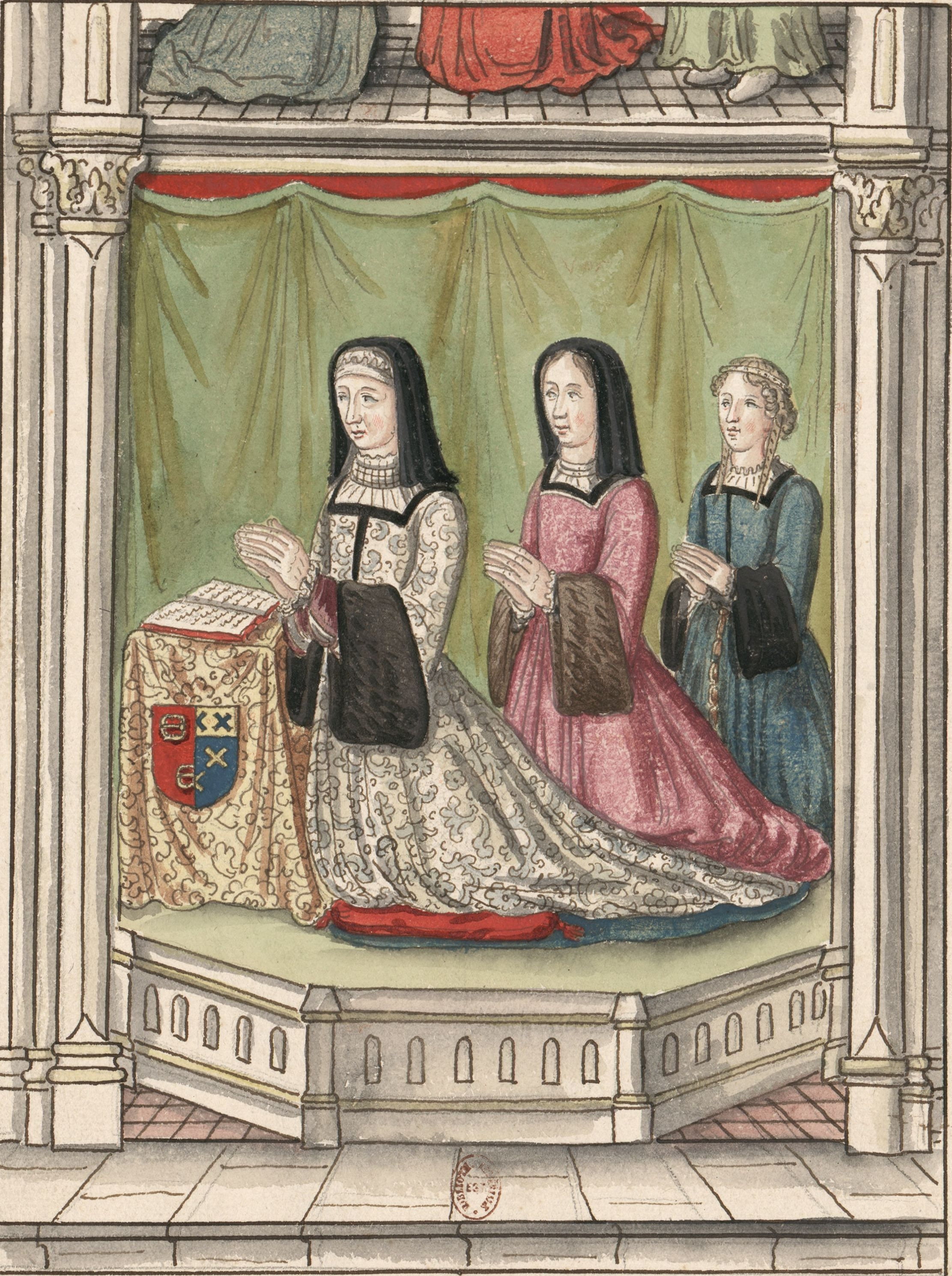
Vitrail des Célestins de Rouen sur lequel sont représentés sa femme, et au premier plan sa belle-mère et puis sa belle-sœur.

Il était le fils cadet de Charles Ier d'Amboise, gouverneur de Champagne et de Bourgogne, favori de Louis XI et de Catherine de Chauvigny (1450-1485), dame de Ravel. Il était aussi le neveu de Georges d'Amboise, cardinal et Premier ministre du roi Louis XII.
Il fut gouverneur de la ville de Paris, du duché de Milan, de la seigneurie de Gênes et de la province de Normandie. Lieutenant général en Lombardie en 1501, il assista à l’entrée solennelle de Louis XII dans la ville de Gênes le 26 août 1502.
En 1504, il est fait maréchal de France. En 1508, Louis Malet de Graville, son beau-père, lui cède sa charge d'amiral de France.
Charles II d'Amboise réprima la révolte des Génois en 1507. Il commanda l’avant-garde de l’armée du roi à la bataille d'Agnadel le 14 mai 1509 et prit la même année plusieurs places aux Vénitiens.
Il mourut à Correggio en Lombardie en février 1511, à l’âge de 38 ans et fut inhumé en la chapelle des Cordeliers d'Amboise.
Le chroniqueur Jean d'Authon écrit : « Mort le prit un peu bien tôt, car il fut homme de bien toute sa vie ; un sage, vertueux et avisé seigneur de grande vigilance et bien entendant les affaires ».
De sa femme Jeanne Malet de Graville, fille de Louis Malet de Graville il eut un fils, Georges (1503-1525), mort à la bataille de Pavie. Il eut aussi un fils naturel, Michel d'Amboise, né à Naples avant 1510.
Sa tombe aux Cordeliers d'Amboise est en cuivre émaillé. Deux figures de chevaliers sont gravées dessus : l'une d'elles porte l'ancre d'amiral.

## Représentation
Il existe un dessin de Gaignières, à la plume et lavé, de cette tombe de Charles d'Amboise, sieur de Chaumont, grand maître et amiral de France (mort en 1511), et de son fils, Georges d'Amboise, tué lors de la bataille de Pavie en 1525. Son portrait, ci-joint, que l'on attribua à Léonard de Vinci et, depuis, à Solario, se trouve dans la Grande Galerie du musée du Louvre, à Paris. Un autre portrait de lui, exécuté par Bernardino de Conti vers 1505, se trouve au Seattle Art Museum.